# Pňovany
Pňovany – wieś i gmina w Czechach, w powiecie Pilzno Północ, w kraju pilzneńskim. Według danych z dnia 1 stycznia 2013 liczyła 378 mieszkańców.
W miejscowości jest stacja kolejowa Pňovany.